# 加藤嘉矩
加藤 嘉矩（かとう よしのり）は、下野壬生藩の第2代藩主、近江水口藩の初代藩主。水口藩加藤家5代。

## 生涯
元禄6年（1693年）10月21日、近江水口藩主加藤明友の三男・明治の長男として生まれる。明治は兄で明友の跡を継いだ明英（元禄8年（1695年）に水口から壬生へ転封となる）の養子となったが、家督相続前の正徳元年（1711年）12月2日に早世し、翌年に明英も死去したため、嘉矩が跡を継ぐこととなった。
同年6月26日に近江水口に転封され、12月に叙任される。享保9年（1724年）9月9日に死去。享年32。跡を長男の明経が継いだ。

## 系譜
父母
- 加藤明治（実父）
- 松平信通の養女 ー 松平忠栄の娘（実母）
- 加藤明英（養父）

正室
- 松浦棟の養女 ー 秋月種封の娘

子女
- 加藤明経（長男）生母は正室
- 堀親蔵正室のち永井直陳継室